# Calabazas de Fuentidueña
Calabazas de Fuentidueña är en kommun i Spanien.   Den ligger i provinsen Provincia de Segovia och regionen Kastilien och Leon, i den centrala delen av landet, 120 km norr om huvudstaden Madrid. Arean är 14,0 kvadratkilometer.
Terrängen i Calabazas de Fuentidueña är platt.